# Poul Ruders
Poul Ruders, né le 27 mars 1949 à Ringsted au Danemark, est un compositeur et organiste danois.

## Biographie
Poul Ruders a reçu une formation d'organiste et de compositeur. Ses premières œuvres datent de la seconde moitié des années 1960.
Poul Ruders a créé des compositions musicales variées allant de l'opéra à l'orchestration, en passant par la musique de chambre, la musique vocale et des parties musicales pour soliste. Il composa dans des styles variés, du pastiche de Vivaldi et Schubert pour son premier concerto pour violon en 1981, au modernisme explosif de Manhattan Abstraction en 1982.
Son Concerto pour violon N° 1 de 1981, accompagné avec harpe, clavecin et cordes, est une pièce rappelant Vivaldi et Schubert. Le Concerto pour clarinette, en 1985, est accompagné d'un double orchestre. Par la suite, Poul Ruders a composé un autre triptyque de concertos pour cordes : Concerto pour violon N° 2 en 1991 pour grand orchestre, un second concerto pour violoncelle intitulé Anima en 1993, et un Concerto pour alto en 1994. Poul Ruders explore les techniques de quasi doublage entre le soliste et l'orchestre, qui jouent également un rôle majeur dans son dernier concerto, Concerto pour piano en 1994, commande du London Philharmonic Orchestra.

## Œuvres
Opéra
- Tjenerindens fortælling (1990) (La Servante écarlate)
- Procès de Kafka (2005) livret de Paul Bentley (en) d'après Le Procès de Franz Kafka
- Dancer in the Dark
- Tycho

Orchestre
- Concerto in Pieces
- Cinq symphonies